# 赵科岩
赵科岩（Zhao Keyan，조코암，1983年9月11日—）
，男歌手。出生于吉林省四平市。
其主要有作品有《一百块钱都不给我》、《阿达情歌》、《女孩快爱我》、《我该怎么整》、《心痛2014》等。其中《一百块钱都不给我》一经发表迅速红遍中国大陆网络。

## 早年经历

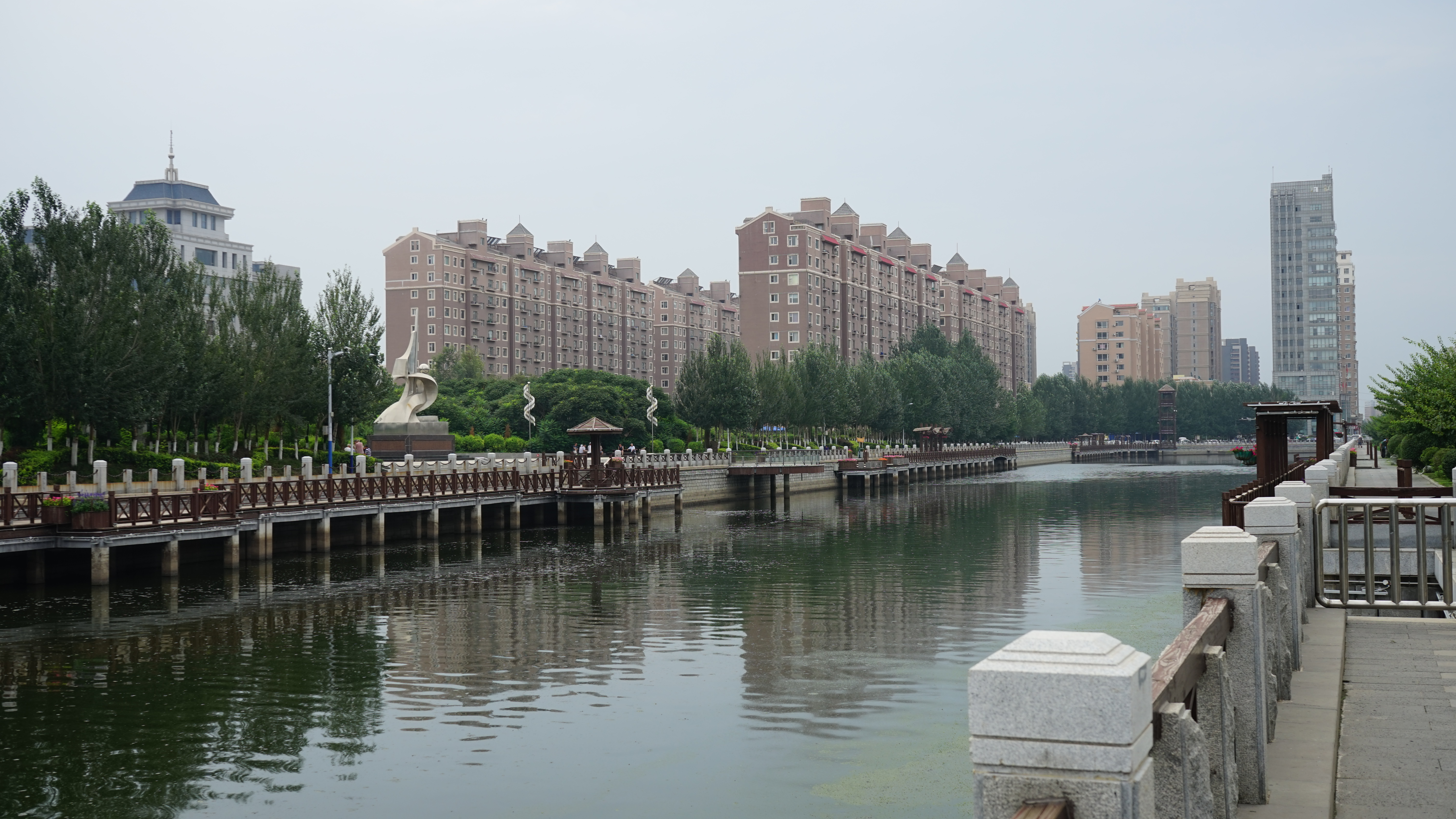
赵科岩出生地四平，上图为2017年四平市南河

赵科岩出生在吉林省四平市，小的时候喜欢画画。初中没有念完就以打工为职业，同时自己利用闲时学习唱歌与创作歌曲。
2010年1月他参加四平市当地举办的第一届十大原创歌手评选比赛，在比赛过程中演唱了自己的原创音乐作品《四平我的故乡》，并获得十大原创歌手评选比赛的第一名。
同年4月，他又参加中国湖南卫视“2010快乐男声”沈阳赛区比赛，并以沈阳唱区100强入围。

## 网络爆红
歌曲《一百块钱都不给我》推出之后，于2014年12月在网络爆红。歌曲是根据当时中国深圳两基友开房，惨遭黑衣男子欺骗弃路边被拍视频事件而所创作。与当时搞笑歌曲《小苹果》、《我的滑板鞋》，共称为“洗脑神曲”。爆红原因可能是因为热门事件和爆炸式传播方式有关。

## 演艺经历
2011年，发行首张音乐单曲《伤秋2012》正式在中国大陆出道 
。2014年4月，发行首张EP专辑《阿达情歌》，专辑收录两首歌曲《阿达情歌》、《大主宰》；5月发行音乐专辑《心痛2014》，专辑收录3首音乐作品《火辣情歌》、《心痛2014》、《女孩快爱我》；12月，创作歌曲《一百块钱都不给我》，凭借该歌曲获得关注。
2015年12月，发行歌曲《我该怎么整》，该歌曲被评为“2015百度沸点十大洗脑神曲”之一。
2016年6月30日晚，赵科岩首次个人演唱会在山东省体育馆举行，观众歌迷却很少。同年7月，投资并参演微电影《最后的成像》拍摄。
2017年12月，发行个人民谣歌曲《赵先生》 ，该歌曲在俄罗斯YANDEX网站上音乐频道、台湾FRIDAY音乐 等主流国内外音乐网站出现。
2018年3月，发行个人说唱单曲《那些年那些事儿》。同年4月，参演由北京吉瑞文化传媒有限公司出品、导演阮波执导和监制的电影《鬼骨》。同年7月，发表个人民谣歌曲《那一座山丘》。
2019年3月2日，出席并参加在中国长春举办的迎新春晚会。同年4月25，参加第一届中国长春音乐盛典，他的民谣歌曲《赵先生》获得该盛典民谣金曲奖 。

## 音乐专辑

### 专辑和EP
| 專輯   | 專輯資料                                                                 | 曲目                                       |
| ------ | ------------------------------------------------------------------------ | ------------------------------------------ |
| 第一张 | 《阿达情歌》 - 发行公司：三吉盛世 - 發行日期：2014-04-26 - 曲目数量：2首 | 曲目 1. 阿达情歌 2. 大主宰                 |
| 第二张 | 《心痛2014》 - 发行公司：三吉盛世 - 發行日期：2014-05-22 - 曲目数量：3首 | 曲目 1. 火辣情歌 2. 心痛2014 3. 女孩快爱我 |

### 单曲
未收录在其专辑里面已发行的歌曲
| 發行年份 | 歌曲名稱               | 所屬專輯、备注       |
| -------- | ---------------------- | -------------------- |
| 2014     | 小美丽                 |                      |
| 2014     | 小可爱                 | 与大陆歌手陈安新合作 |
| 2014     | 刺激2014               |                      |
| 2014     | 一百块钱都不给我       |                      |
| 2014     | 曾经有个人埋藏在我心底 |                      |
| 2015     | 分手的时候不流泪       |                      |
| 2015     | 我多想靠近你           |                      |
| 2015     | 我该怎么整             |                      |
| 2017     | 赵先生                 |                      |
| 2018     | 那些年那些事儿         |                      |
| 2018     | 那一座山丘             |                      |

### 其他歌曲
为其他歌手创作的歌曲
- 马剑芬《时间定格》《谁能借我一滴泪》

## 音乐奖项
| 年份 | 獲提名     | 獎項                                       | 結果 |
| ---- | ---------- | ------------------------------------------ | ---- |
| 2018 | 《赵先生》 | 第一届“我爱民谣我爱原创评选活动”优秀作品奖 | 獲獎 |

| 年份 | 獲提名             | 獎項                                     | 結果 |
| ---- | ------------------ | ---------------------------------------- | ---- |
| 2018 | 《那些年那些事儿》 | 第一届“神州杯原创音乐评选活动”优秀作品奖 | 獲獎 |

| 年份 | 獲提名     | 獎項                         | 結果 |
| ---- | ---------- | ---------------------------- | ---- |
| 2019 | 《赵先生》 | 第一届长春音乐盛典民谣金曲奖 | 獲獎 |

## 演唱会
| 时间     | 演唱会名称               | 地点 | 参考   |
| 2019-3-1 | 2019年中国长春明星演唱会 | 长春 | [ 23 ] |

| 时间      | 演唱会名称             | 地点 | 参考          |
| 2017-6-26 | 2017年山西庆重西演唱会 | 山西 | [ 24 ] [ 25 ] |

| 时间      | 演唱会名称                 | 地点       | 参考   |
| 2016-6-30 | 赵科岩山东体育馆个人演唱会 | 山东体育馆 | [ 26 ] |